# Рајмундо Орси
Рајмундо Орси (енгл. Raimundo Orsi; 2. децембар 1901 — 6. април 1986) бивши је аргентински фудбалер. Освојио је јужноамеричко првенство 1927. и сребрну медаљу на Летњим олимпијским играма 1928. у Амстердаму, са репрезентацијом Аргентине, као и два средњоевропска међународна купа и Светско првенство 1934, са репрезентацијом Италије.

## Каријера
Каријеру је започео у Аргентини са клубом Индепендијенте (1920—1928; 1935). Придружио се Јувентусу сезоне 1928—29. и за њега је играо све до 1935, освојио је пет узастопних лига између 1931. и 1935. Након одласка из Италије каријеру је започео у Јужној Америци. Вратио се у Индепендијенте пре него што је прешао у Бока јуниорсу (1936), Платенсе (1937—38) и Алмагро (1939—40); играо је и за Фламенго у Бразилу (1939; 1940), Пењарол у Уругвају (1941—42) и Сантијаго Насионал у Чилеу (1943).

## Репрезентативна каријера
Играо је за репрезентацију Аргентине 10. августа 1924. против Уругваја. За дванаест година играо је тринаест пута за репрезентацију Аргентине и убацио је три гола, освојивши јужноамеричко првенство 1927. и сребрну медаљу на Летњим олимпијским играма 1928. у Амстердаму, Холандија. Играо је за репрезентацију Италије и Аргентине, што му је омогућило да између 1. децембра 1929. и 24. марта 1935. године постигне 13 голова. То му је, такође, омогућило да освоји два средњоевропска међународна купа и Светско првенство 1934. Умро је 1986. године у 84. години.

## Награде и титуле

### Клубови

#### Индепендијенте
- Аматерски: 1922, 1924, 1925.

#### Јувентус
- Серија А: 1930—31, 1931—32, 1932—33, 1933—34, 1934—35.

#### Фламенго
- Шампионат Кариока: 1939.

### Репрезентација

#### Аргентина
- Копа Америка: 1927.
- Сребрна медаља на Летњим олимпијским играма: 1928.

#### Италија
- Светско првенство: 1934.
- Средњоевропски међународни куп: 1927—30, 1933—35.

### Индивидуалне
- Награде на светским првенствима у фудбалу: 1934.[6]